# 祈愿行
祈愿行（PledgeBank）是一个英国网站，它支持用户针对任意主题提出自己的愿望。愿望采用这样的形式：“如果有y个人同意同样去做，我将去做x这件事情”网站于2005年6月13日上线，由mySociety创建。
在PledgeBank.com上由愿望发起或者直接建立起来的著名项目，包括为英国开放权利集团（UK Open Rights Group）发起的种子基金，以及为“NO2ID运动”宣传和合法募集基金的计划。
另外一些有创意的慈善筹款活动也在实施。例如，一个愿望寻求对世界纸牌系列赛的财务支持，条件是一定比例的获胜奖金将捐助给一个非赢利的慈善团体。
此外，它还被用于支持全球性的网络抗议活动，最近的一起，由自由文化组织（Freeculture.org）发起，抵制带数字版权管理（DRM）的CD销售。
前英国首相托尼·布莱尔最近启动了一个自己的愿望，如果有100位著名人士同样参与，他将成为一个社区体育俱乐部的资助人。
成功实现愿望的范例包括目前由格雷汉姆·伍兹发起的“拒绝媒体”（NOMEDIA）运动，他祈愿，只要有另外10个人参与，他将完全抵制任何形式的媒体两周时间。成功的范例还有由达伦·格鲁夫发起的为非洲捐助课本项目。